# Sedeprywacjonizm
Sedeprywacjonizm (teoria cassiciacum lub sedewakantyzm formalno-materialny) – teoria zakładająca utracenie w okresie soboru watykańskiego II przez biskupów i papieża władzy jurysdykcyjnej.
Zwolennicy tej hipotezy twierdzą, że papież, jak i biskupi popadli w herezję wyrażającą się w popieraniu i propagowaniu modernizmu i utracili poprzez notorycznie popełnianie aktów heretyckich władzę jurysdykcyjną. W rezultacie „modernistyczna hierarchia” nie posiada formalnego aspektu władzy, lecz jedynie materialną sukcesję stanowisk biskupich i papieskich i władzę administracyjną.
W odniesieniu do współczesnych papieży twierdzą, że nie są papieżami, jednakże zostali oni ważnie wybrani, co stawia ich w sytuacji zdolności do przyjęcia tego urzędu, gdy tylko usuną przeszkody stojące na drodze do jego objęcia.
Twórca tej hipotezy, zakonnik dominikański o. Guerard des Lauriers, późniejszy biskup (najpierw sedewakantystyczny, następnie sedeprywacjonistyczny) – używał w odniesieniu do takiej osoby łacińskiego terminu „papa materialiter tantum, sed non formaliter” (papież tylko materialnie, lecz nie formalnie). Argumentował to niemożnością sprawowania urzędu papieskiego przez osobę, która jest heretykiem lub apostatą i doprowadza do zaaprobowania „fałszywej doktryny i szkodliwego powszechnego prawa dyscyplinarnego”.
Określenie sedeprivationism (od łac. sedes – tron, stolica; privatio – pozbawienie) oznacza odmówienie pewnych praw wynikających ze sprawowania urzędu papieskiego.